# Euthynotus
Euthynotus is een geslacht van uitgestorven straalvinnige beenvissen, behorend tot de Pachycormiformes. Het leefde in het Vroeg-Jura (ongeveer 180 - 190 miljoen jaar geleden) en zijn fossiele overblijfselen zijn gevonden in Europa.

## Naamgeving
Het geslacht Euthynotus werd in 1860 benoemd door Johann Andreas Wagner om plaats te bieden aan twee soorten vissen die eerder werden beschreven, maar tot dan toe werden toegeschreven aan andere geslachten: Thrissops intermedius Agassiz, 1843 uit Duitsland en Frankrijk, en Esox incognitus de Blainville, 1818 uit Duitsland. Deze soorten verschilden in sommige anatomische details en worden vandaag nog steeds als geldig beschouwd. De derde mogelijke niet nader benoemde soort Euthynotus cf. incognitus is ook bekend van fossielen uit het Duitse Vroeg-Jura. Wagner benoemde in 1860 ook een Euthynotus speciosus maar maakte die in 1863 het aparte geslacht Eurycormus. De geslachtsnaam is afgeleid van het Grieks euthys, "recht", en notos, "zuidelijk".

## Beschrijving
Deze vis was van gemiddelde grootte en was gewoonlijk ongeveer dertig tot vijfendertig centimeter lang. Het lichaam was slank en langwerpig van vorm. De schedel was vrij lang en smal, met een licht spitse snuit; de mondopening was diep en de ogen waren groot. De rugvin was erg klein en bevond zich ver naar achteren op het lichaam, in het achterste derde deel. De anale en ventrale vinnen waren ook klein, terwijl de borstvinnen iets groter maar dun waren. De staartvin was relatief kort maar extreem gevorkt. De schubben bedekten het hele lichaam bijna uniform en waren erg klein.

## Fylogenie
Euthynotus wordt beschouwd als een van de oudste en meest basale vertegenwoordigers van de Pachycormiformes, een groep vissen die dicht bij de oorsprong van de beenvissen ligt en typisch is voor het Mesozoïcum.

## Paleo-ecologie
Zoals veel pachycormiformen was Euthynotus een roofdier; in tegenstelling tot veel latere geslachten, moet het bijzonder slanke lichaam het tot een zeer snelle jager hebben gemaakt.